# Onze-Lieve-Vrouw-Onbevlekt-Ontvangenkerk (Grivegnée)

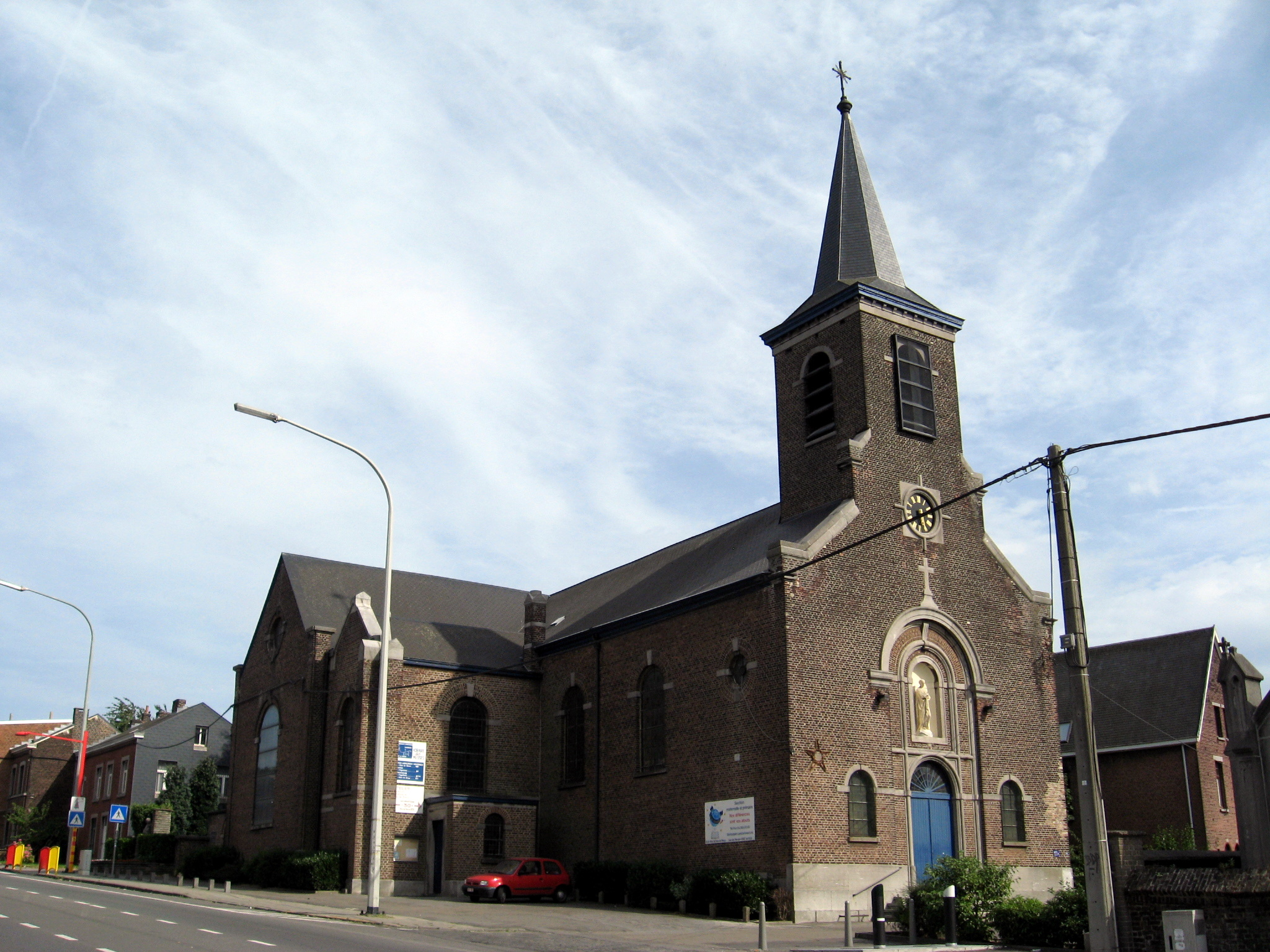
Onze-Lieve-Vrouw-Onbevlekt-Ontvangenkerk

De Onze-Lieve-Vrouw-Onbevlekt-Ontvangenkerk is een parochiekerk in de Luikse deelgemeente Grivegnée, gelegen aan Rue de Herve 653 in de buurtschap Bois-de-Breux.

## Geschiedenis
In 1683 werd op deze plaats een kapel gesticht, waardoor de bewoners van Bois-de-Breux de Mis konden bijwonen. De kapel was afhankelijk van de Luikse Sint-Remaclusparochie. De kapel was gewijd aan Onze-Lieve-Vrouw van Loreto. Deze kapel was een bedevaartplaats.
In 1840 werd de kapel verheven tot parochiekerk. In 1845 werd ze afgebroken en in plaats daarvan werd het huidige, neoclassicistische bouwwerk opgericht naar ontwerp van de Brusselse architect Dumont. Het is een driebeukige kerk, voorzien van een geveltoren. In 1874 werd een transept en een koor bijgebouwd en in 1936 werd het transept nog vergroot.
Als materiaal werd baksteen gebruikt, met kalkstenen omlijstingen.